# Собственост
Собствеността е законно право на даден актив, което дава на собственика правомощието да прави каквото иска, при спазване на ограниченията, предвидени от закона или договора. Едно лице може да има само едно имущество, без значение какъв е неговият размер. Ако в имуществото на това лице има обособени права, задължения и фактически отношения, например търговско предприятие или е приел наследство под опис, това не означава, че лицето притежава две имущества.

## Предмет на собственост
- Недвижими активи (недвижими имоти).
- Подвижни активи (мобилни обекти).
- Абстрактни активи (като интелектуална собственост).
- Корпорации (собственост на дружества).
- Човешки същества, чрез робство, което понастоящем е незаконно и неприемливо в повечето страни и общества.